# Usserød Bryggeri
Usserød Bryggeri var et dansk bryggeri i Usserød nær Hørsholm, der fungerede i perioden 1859 til 1993.
Bryggeriet blev etableret i 1859 i området mellem Usserød Kongevej og Kærvej. Området blev valgt på grund af dets vandrigdom, flere andre industrier lå i samme område. Bryggeriet bryggede både pilsner-, lager- og hvidtøl, men specialiserede sig også i produktion af æblemost.
I 1940 havde bryggeriet 15 medarbejdere.
1970 stoppede produktionen af øl, mens æblemost produktionen fortsatte.
I 1989 købte bryggeriet Lolland-Falster Bryghus, og bryggede derfra øl med Usserød-etiketter. I 1993 lukkede bryggeriet dog helt. Bryggeriets bygninger eksisterer endnu, men bliver benyttet til andre formål.
I dag bruges navnet af et firma, der producerer æblemost og importerer polsk og russisk vodka.